# Lisa Kudrow
Lisa Valerie Kudrow (n. 30 iulie 1963) este o actriță, comediană, producătoare, cântăreață și scriitoare americană, câștigătoare a nouă premii Emmy. Este cel mai bine cunoscută pentru rolul lui Phoebe Buffay din sitcomul american Friends (Prietenii tăi) (1994 - 2004).

## Filmografie

### Film
| An   | Film                                   | Rol                   | Note                                   |
| ---- | -------------------------------------- | --------------------- | -------------------------------------- |
| 1989 | L.A. on $5 a Day                       | Charmer               |                                        |
| 1989 | Married to the Mob                     |                       |                                        |
| 1989 | Just Temporary                         | Nicole                | Film TV                                |
| 1989 | Murder in High Places                  | Miss Stich            | Film TV                                |
| 1991 | To the Moon, Alice                     | Friend of Perky Girl  | Film TV                                |
| 1991 | The Unborn                             | Louisa                |                                        |
| 1992 | Dance with Death                       | Millie                |                                        |
| 1992 | In the Heat of Passion                 | Bank Teller           | sau Heat of Passion                    |
| 1994 | In the Heat of Passion 2: Unfaithful   | Bank Teller           |                                        |
| 1995 | The Crazysitter                        | Adrian Wexler-Jones   |                                        |
| 1996 | Mother                                 | Linda                 |                                        |
| 1997 | Romy and Michele's High School Reunion | Michele Weinberger    |                                        |
| 1997 | Clockwatchers                          | Paula                 |                                        |
| 1997 | Hacks                                  | Reading Woman         |                                        |
| 1998 | The Opposite of Sex                    | Lucia DeLury          |                                        |
| 1999 | Analyze This                           | Laura MacNamara Sobel |                                        |
| 2000 | Hanging Up                             | Maddy Moell           |                                        |
| 2000 | Lucky Numbers                          | Crystal               |                                        |
| 2001 | All Over the Guy                       | Marie                 |                                        |
| 2001 | Dr. Dolittle 2                         | Ava                   | Voce                                   |
| 2002 | Bark!                                  | Dr. Darla Portnoy     |                                        |
| 2002 | Analyze That                           | Laura Sobel           |                                        |
| 2003 | Marci X                                | Marci Field           |                                        |
| 2003 | Wonderland                             | Sharon Holmes         |                                        |
| 2005 | Happy Endings                          | Mamie                 |                                        |
| 2007 | Kabluey                                | Leslie                |                                        |
| 2007 | P.S. I Love You                        | Denise                |                                        |
| 2009 | Hotel for Dogs                         | Lois Scudder          |                                        |
| 2009 | Powder Blue                            | Sally                 | Direct-pe-video                        |
| 2009 | Paper Man                              | Claire Dunn           |                                        |
| 2009 | Bandslam                               | Karen Burton          |                                        |
| 2010 | Easy A                                 | Mrs. Griffith         |                                        |
| 2011 | The Other Woman                        | Carolyne              | sau Love and Other Impossible Pursuits |
| 2014 | Neighbors                              | Carol Gladstone       |                                        |
| 2015 | El Americano: The Movie                | Lucille               | Voce Post-producție                    |

### Televiziune
| An           | Film                             | Rol                                | Note                                                       |
| ------------ | -------------------------------- | ---------------------------------- | ---------------------------------------------------------- |
| 1989         | Cheers                           | Emily                              | Episodul: "Two Girls for Every Boyd"                       |
| 1990         | Newhart                          | Sada                               | Episodul: "The Last Newhart"                               |
| 1990         | Life Goes On                     | Stella                             | Episodul: "Becca and the Band"                             |
| 1992         | Room for Two                     | Woman in Black                     | Episodul: "Not Quite... Room for Two"                      |
| 1992–1999    | Mad About You                    | Ursula Buffay                      | 23 episoade                                                |
| 1993         | Flying Blind                     | Amy                                | Episodul: "My Dinner with Brad Schimmel"                   |
| 1993         | Bob                              | Kathy Fleisher                     | 3 episoade                                                 |
| 1993–1994    | Coach                            | Lauren/Nurse Alice                 | 2 episoade                                                 |
| 1994–2004    | Friends                          | Phoebe Buffay/Ursula Buffay        | Rol principal; 236 de episoade                             |
| 1996         | Hope & Gloria                    | Phoebe Buffay                      | Episodul: "A New York Story"                               |
| 1996         | Duckman: Private Dick/Family Man | Female Beta Maxians (voce)         | Episodul: "The One with Lisa Kudrow in a Small Role"       |
| 1996         | Saturday Night Live              | Gazdă                              | Episodul: "Lisa Kudrow/Sheryl Crow"                        |
| 1997         | Dr. Katz, Professional Therapist | Lisa (voce)                        | Episodul: "Reunion"                                        |
| 1998         | The Simpsons                     | Alex Whitney (voce)                | Episodul: "Lard of the Dance"                              |
| 1998–1999    | Hercules: The Animated Series    | Aphrodite (voce)                   | 3 episoade                                                 |
| 2001         | King of the Hill                 | Marjorie Pittman (voce)            | Episodul: "The Exterminator"                               |
| 2001         | Blue's Clues                     | Dr. Stork (voce)                   | Episodul: "The Baby's Here!"                               |
| 2005         | Father of the Pride              | Foo-Lin (voce)                     | Episodul: "The Siegfried and Roy Fantasy Experience Movie" |
| 2005; 2014   | The Comeback                     | Valerie Cherish                    | Rol principal/Producător/Scenarist; 19 episoade            |
| 2005         | Hopeless Pictures                | Sandy (voce)                       | 2 episoade                                                 |
| 2006         | American Dad!                    | The Ghost of Christmas Past (voce) | Episodul: "The Best Christmas Story Never"                 |
| 2008–present | Web Therapy                      | Fiona Wallice                      | Serial web Rol principal/Producător/Scenarist              |
| 2010         | Cougar Town                      | Dr. Amy Evans                      | Episodul: "Rhino Skin"                                     |
| 2010–present | Who Do You Think You Are?        | Rolul său                          | Episodul: "Lisa Kudrow"; Producător                        |
| 2011–prezent | Web Therapy                      | Fiona Wallice                      | serial TV Rol principal/Producător/Scenarist; 31 episoade  |
| 2011         | Allen Gregory                    | Sheila (voce)                      | Episodul: "Mom Sizemore"                                   |
| 2013         | Wendell and Vinnie               | Natasha                            | Episodul: "Swindel & Vinnie"                               |
| 2013         | Hollywood Game Night             | Rolul său                          | Episodul: "The One With the Friends"                       |
| 2013         | Scandal                          | Congresswoman Josephine Marcus     | 4 episoade                                                 |